# Викуп (фільм)
«Викуп» (англ. Butterfly on a Wheel, Метелик на колесі; у США — англ. Shattered, в Європі — англ. Desperate Hours) — художній фільм режисера Майка Баркера 2007 року випуску. У головних ролях Пірс Броснан, Джерард Батлер та Марія Белло. Оригінальна назва Англійська назва фільму «Метелик на колесі» посилається на цитату Александера Поупа в його «Посланні до Арбетнота»: «Хто розчавив метелика на колесі?» (англ. Who breaks a butterfly upon a wheel?). У сюжеті фільму задається питання, з яких спонукань хтось докладає неймовірних зусиль для досягнення крихітної, об'єктивно невиправданої мети.

## Зміст
У Ніла та Еббі Ворнер ідеальний шлюб та ідеальне життя. Разом із донькою Софі вони є живим втіленням «американської мрії». Та мрії закінчуються. Раптово Софі викрадають і батькам не залишається нічого іншого, як погодитися на умови викрадача. У мить ока їхнє життя опиняється у руках викрадача — Раяна — соціопата, якому, схоже, нічого втрачати. Вони виконують все більш і більш витончені вимоги Раяна, доки не стає зрозуміло, що цій людині потрібні зовсім не їхні гроші — він жадає повністю, шматочок за шматочком, зруйнувати життя Ніла й Еббі. Життя, яке вони будували більше 10 років.

## Ролі
- Пірс Броснан — Том Райан
- Джерард Батлер — Ніл Ренделл
- Марія Белло — Ебі Ренделл
- Каллум Кіт Ренні — детектив Макграт
- Дастін Мілліган — Метт Райан
- Клаудетт Мінк — Джуді Райан

## Касові збори
Під час показу в Україні, що розпочався 15 листопада 2007 року, протягом перших вихідних фільм демонстрували на 16 екранах, що дозволило йому зібрати $16,554 і посісти 10 місце в кінопрокаті того тижня. Загалом фільм в кінопрокаті України пробув 1 тиждень і зібрав $66,026, посівши 125 місце серед найбільш касових фільмів 2007 року.

## Цікаві факти
- Пірс Броснан брав участь у створенні фільму з кінця 2005 р. Марія Белло і Джерард Батлер приєдналися 19 січня 2006 р..
- В Індії був знятий адаптований ремейк фільму під назвою «Коктейль».
- Зйомки фільму почалися в лютому 2006 р. і закінчилися в травні.